# Kyphosoma kinabaluense
Kyphosoma kinabaluense är en insektsart som beskrevs av Sadao Takagi 1993. Kyphosoma kinabaluense ingår i släktet Kyphosoma och familjen pansarsköldlöss. Inga underarter finns listade i Catalogue of Life.